# Triángulo de Kionga

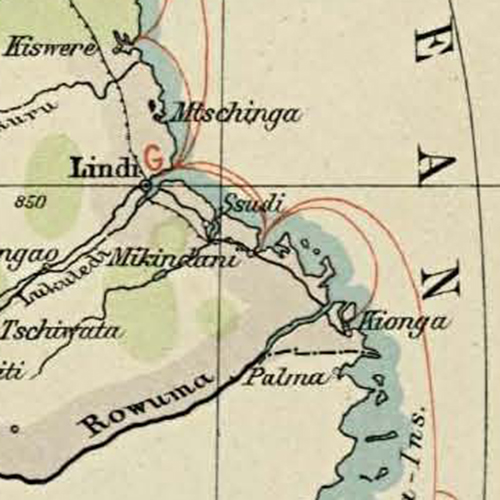
Triángulo de Kionga.

El Triángulo de Kionga fue un pequeño territorio africano que hacía frontera entre el África Oriental Alemana (actual República Unida de Tanzania) y el África Oriental Portuguesa (actual República de Mozambique); tenía apenas 1000 km².
Al principio Alemania se estableció en Kionga (actualmente Quionga) en 1894 y creó un puesto avanzado al sur del río Rovuma, en 1910 Kionga contaba con 4.000 habitantes. En 1916, durante la Primera Guerra Mundial, Portugal ocupó el territorio; finalizada la Guerra, el tratado de Versalles estableció la frontera en el río Rovuma, asignando el triángulo a Portugal. 
Cuando Mozambique se independizó en 1975, Kionga se unió al nuevo Estado como parte de la provincia de Cabo Delgado.